# La Ferme des sept péchés
Pour plus de détails, voir Fiche technique et Distribution.
La Ferme des sept péchés est un film français réalisé par Jean Devaivre, sorti en 1949.

## Synopsis
Une enquête sous forme de témoignages de ceux qui ont connu Paul-Louis Courier, journaliste républicain, assassiné en 1825.

## Fiche technique
- Titre : La Ferme des sept péchés
- Réalisation : Jean-Devaivre
- Scénario : Janine Grégoire, René Méjean et Jean-Devaivre
- Musique : Joseph Kosma
- Photographie : Lucien Joulin
- Société de production : Films Neptune (production Jean-Devaivre)
- Pays d'origine :  France
- Format : Son mono - Noir et blanc - 35 mm  - 1,37:1
- Genre : Film dramatique
- Durée : 100 minutes
- Date de sortie : 
  - France - 16 septembre 1949

## Distribution
- Jacques Dumesnil : Paul-Louis Courier
- Claude Génia : Herminie
- Aimé Clariond : le Marquis de Siblas
- Pierre Renoir : le procureur
- Alfred Adam : Symphorien Dubois
- Georges Grey : Pierre Dubois
- Pierre Palau : le juge d'instruction
- Arthur Devère : Frémont
- Héléna Manson : Michèle Frémont, dite « La Michel »
- Jacques Dufilho : François Sovignant
- René Génin : le maire d'Azay
- Jean Vilar : l'homme gris
- Georges Bever : le maire de Luynes
- Marcel Pérès : Coupeau
- Jean Marchan : Guillaume

## Autour du film
À noter : le titre initial, Assassinat par souscription, a été refusé par les distributeurs de l'époque comme peu commercial.

## Récompenses
- Voile d'Or / Léopard d'or au Festival de Locarno[2].

En 1949, la palme du Festival de Locarno s'appelait encore le « Voile d'Or » : « … le Voile d’Or est attribué au film considéré le meilleur, du double point de vue foncier et formel, attendu ses qualités d’évocation historique, d’expression poétique et de la valeur symbolique .. à la Ferme des Sept Péchés de Jean-Devaivre ».